# Karl Goedeke
Karl Friedrich Ludwig Goedeke (également Karl Ludwig Friedrich Goedeke, pseudonymes Ernst Fröhlich et Karl Stahl ; né le 15 avril 1814 à Celle et mort le 27 octobre 1887 à Göttingen) est un écrivain et historien de la littérature prussien. Il est l'éditeur des éditions classiques de Cotta (de) et devient célèbre pour ses œuvres littéraires et historiques, surtout pour son ouvrage Grundriß zur Geschichte der deutschen Dichtung (1857-1881), qui se poursuit encore aujourd'hui et, sous le nom de "Goedeke", et qui représente l'une des plus importantes bibliographies collectives de recherche en littérature germanique. Le Goedeke est l'un des ouvrages standard les plus utilisés par les antiquaires et les amateurs de livres en tant qu'encyclopédie la plus complète de l'histoire littéraire allemande.

## Biographie
Karl Goedeke est le fils d'un maître maçon. Il étudie d'abord au lycée de Celle, puis à partir de 1828 au lycée royal d'Ilfeld, afin d'étudier la philologie et l'histoire de 1833 à 1838 à l'université de Göttingen. Ses professeurs sont Georg Friedrich Benecke (de), les frères Grimm, Georg Gottfried Gervinus, Friedrich Dahlmann et Karl Otfried Müller. Goedeke quitte l'université sans diplôme après avoir travaillé comme journaliste dans l'Augsburger Allgemeine Zeitung pour la première fois à partir de 1837 à l'occasion de la protestation des Sept de Göttingen, puis aussi pour d'autres journaux.
En 1838, il retourne dans sa ville natale de Celle, où il écrit "des correspondances politiques et littéraires, livre des critiques et des contributions romanesques" pour divers journaux des états allemands du Nord.
En 1842, Goedeke s'installe à Hanovre, entame une étroite amitié avec Heinrich Wilhelm Hahn le Jeune (de) et - bien qu'il soit temporairement contraint de quitter Hanovre - publie plusieurs ouvrages, dont la première biographie d'Adolph Knigge avec la Hahnsche Verlagsbuchhandlung. En 1843, Goedeke devient membre de l'Association des artistes de Hanovre. À partir de 1845, Goedeke est rédacteur en chef du Hannoversche Morgenzeitung (de) publié par Hermann Harrys (de). Goedeke est directeur de district à Hanovre ; En 1848, il est élu comme l'un des deux représentants à la deuxième chambre de l'Assemblée des États du royaume de Hanovre. De 1851 à 1855, Goedeke établit sa méthode biographique et bibliographique d'études littéraires à Hanovre.
En 1859, Goedeke retourne à Göttingen, où il travaille d'abord comme chercheur privé et à partir de 1862, il obtient un doctorat honorifique de la faculté de philosophie de l'Université de Tübingen. En 1863, il épouse Sophie Lohmeyer (1828-1905) de Verden, qui a 14 ans sa cadette. En 1873, il est nommé professeur agrégé d'histoire littéraire à Göttingen.

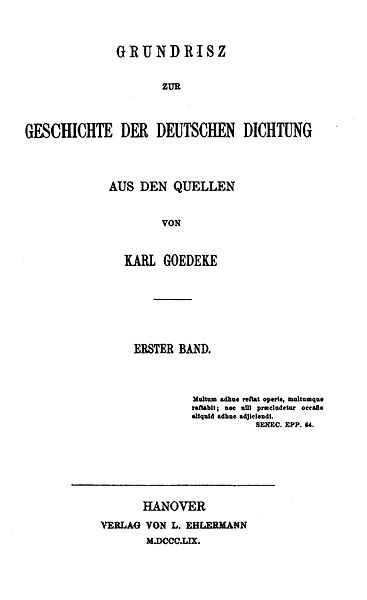

## Publications (sélection)

### Œuvres de fiction
- Politische Gedichte. Basel, 1838 (Ursprünglicher Titel: Gedichte eines Hannoveraners; wurde nicht ausgeliefert und ist verschollen)
- König Kodrus, eine Mißgeburt der Zeit. Leipzig, 1839
- Novellen. Celle, 1841

### Anthologies éditées par Goedeke
- Novellen-Almanach für das Jahr 1843. Hannover, 1842
- Deutschlands Dichter von 1813 bis 1843. Eine Auswahl von 872 charakteristischen Gedichten aus 131 Dichtern. Hannover, 1844
- Edelsteine. Eine Festgabe der schönsten Gedichte aus den neuesten Dichtern. Hannover, 1851

### Travaux littéraires
- Knigge's Leben und Schriften. Hannover, 1844
- Elf Bücher Deutscher Dichtung. Von Sebastian Brant (1500) bis auf die Gegenwart. Leipzig, 1849
- Deutsche Dichtung im Mittelalter. Hannover, 1854
- Pamphilus Gengenbach (de). Hannover, 1856
- Grundrisz zur Geschichte der deutschen Dichtung. 3 Bde. Hannover (später: Dresden), 1859–1881, (Neubearbeitung 1884–1887)
  - siehe Wikisource
  - Fortführung unter dem Titel: Deutsches Schriftsteller-Lexikon 1830–1880 durch die Berlin-Brandenburgische Akademie der Wissenschaften (BBAW)
- Goethe und Schiller. Hannover, 1859
- Deutsche Dichter des 17. Jahrhunderts. (15 Bde.), 1867–1876
- Deutsche Dichter des 16. Jahrhunderts. (18 Bde.), 1867–1883
- Emanuel Geibel. Stuttgart, 1869
- Gottfried August Bürger in Göttingen und Gelliehausen. Hannover, 1873

### Écrits politiques
- Hannovers Antheil an der Stiftung des deutschen Fürstenbundes. Hannover, 1847
- Hannover und Deutschland. Darstellung des Conflicts zwischen Regierung und Ständen in Betreff der deutschen Sache. Hannover, 1849
- Die Auflösung der zweiten Cammer. Hannover, 1849